# Bitwa pod Bogucinem
Bitwa  pod Bogucinem – bitwa rozegrana 2 czerwca 1273 w okolicach miejscowości Bogucin Mały leżącej obecnie w powiecie olkuskim w województwie małopolskim.
W 1273 najprawdopodobniej z inspiracji czeskiej doszło do buntu możnych krakowskich przeciwko Bolesławowi Wstydliwemu. Książęta krakowscy byli wówczas stronnikami Węgrów i wspierali południowych sąsiadów w walce z królem czeskim Przemysłem Ottokarem. Usunięcie z tronu krakowskiego Bolesława Wstydliwego i zastąpienie go księciem opolskim Władysławem opolskim było bardzo na rękę królowi czeskiemu. Według Długosza przywódcą buntu w Krakowie był biskup krakowski Paweł z Przemankowa, a za przyczynę podaje rozczarowanie srogą władzą sądowniczą  księcia oraz niechęć panów krakowskich do następcy Bolesława Wstydliwego, Leszka Czarnego. Inne źródła  przyczyny spisku upatrywały w myśliwskiej pasji księcia krakowskiego, pociągającej za sobą szkody w zasiewach i zmuszaniu i poddanych do udziału w łowach. Buntownicy wysunęli na tron Władysława Opolskiego, który z rycerstwem opolsko-raciborskim wkroczył do Małopolski. 
Bolesław Wstydliwy nie dał się zaskoczyć i zebrawszy wierne sobie wojsko pokonał 2 czerwca 1273 oddziały śląskie w krwawej bitwie pod Bogucinem, nieopodal Olkusza. Jeszcze w październiku tegoż roku książę krakowski podjął wyprawę odwetową. W 1274 Władysław i Bolesław Wstydliwy zawarli pokój w imię postanowień którego książę opolsko-raciborski zrzekł się pretensji do tronu krakowskiego, natomiast Bolesław Wstydliwy wyraził zgodę na  korektę granic, tj. na zamianę ziemi chrzanowskiej, na tereny pomiędzy Skawą a Skawinką.